# 나마잉고구
나마잉고구(Namayingo)는 우간다의 구로 행정 중심지는 나마잉고이며 면적은 532.9km2, 인구는 232,300명(2012년 기준)이다. 행정 구역상으로는 동부 주에 속한다. 북서쪽으로는 부기리 구, 북동쪽으로는 부시아 구, 동쪽과 남동쪽으로는 케냐, 남쪽으로는 탄자니아, 서쪽과 남서쪽으로는 마유게 구와 접한다.

## 같이 보기
- 빅토리아호
- 우간다의 행정 구역